# 1805 год в науке
В 1805 году были различные научные и технологические события, некоторые из которых представлены ниже.

## События
- Жом Сент-Илер опубликовал Exposition des Familles naturelles et de la Germination des Plantes, contentant la description de 2337 genres et d’environ 4000 espèces, 112 planches dont les figures ont ete dessinées par l’auteur, популяризировав систему классификации растений Антуана-Лорана де Жюссьё.
- Жюль-Сезар Савиньи опубликовал Histoire naturelle et mythologique de l’Ibis в Париже, первую иллюстрированную монографию об ибисах.
- Джон Дальтон опубликовал первый список молекулярных масс.
- Жозеф Луи Гей-Люссак обнаружил, что кислород и водород образуют воду, соединяясь в пропорции 100 объёмных частей кислорода на 200 объёмных частей водорода.
- 18 ноября правительство Великобритании дало разрешение Уильяму Конгриву на испытание его пороховой ракеты при нападении на французский город Булонь.
- Создано Московское общество испытателей природы, одно из старейших научных обществ России. Функционирует по настоящее время.[1]
- 29 января открыт третий университет в Российской империи — Харьковский (1-й — Московский, 2-й — Казанский).[2]
- 11 мая состоялось торжественное открытие Ярославского Демидовского училища высших наук.[3]
- А.И.Максимович, преподаватель Санкт-Петербургского горного кадетского корпуса, написал первый русский учебник по маркшейдерскому делу под названием  «Практическая подземная геометрия.[4]
- Томас Чарлз Хоуп экспериментально доказал, что вода имеет максимальную плотность при 4 °C и при понижении температуры ниже этой границы занимаемый ею объём увеличивается.

## Открытия
- Закон вертикальной зональности растительного мира (А. фон Гумбольдт).

## Изобретения
- Проект холодильника: Оливер Эванс[5]
- Британский офицер Уильям Конгрив продемонстрировал в Королевском Арсенале созданные им пороховые ракеты небывалой по тем временам мощности[6].
- Французский механик Анри Мейлар сделал механическую куклу величиной с подростка.

## Родились
- 13 февраля — Питер Дирихле, выдающийся немецкий математик[7].
  - апреля — Гуго (Хуго) Моль, немецкий ботаник, один из основоположников цитологии растений; первым применил термин протоплазма"[8].
- 11 мая — Борис Андреевич (Бернгард) Дорн, востоковед-историк, иранист, семитолог[9].
- 23 мая — Иоганн Генрих Буфф, немецкий химик и физик[10]; член Баварской и Гёттингенской академий наук; отец архивиста и педагога Адольфа Буффа[нем.].
- 21 июня — Чарльз Томас Джексон, американский врач, химик, пионер геологии и минералогии[11].
- 4 августа — Уильям Роуэн Гамильтон, ирландский математик и физик. Ещё студентом был избран профессором астрономии в Тринити[12].
- 14 ноября — Иоганн Альберс, немецкий врач, патолог, психиатр и педагог.
- 20 декабря — Томас Грэм (иногда Грэхем), английский химик, один из основоположников коллоидной химии.[13]
- 22 декабря — Джон Вествуд, английский энтомолог и археолог.
- 27 декабря — Людвиг Фридрих Вильгельм Август Зеебек, немецкий физик, занимался явлениями поляризации света, цветовой слепотой.
- 30 декабря — Фредерик Смит, английский энтомолог.

## Скончались
- 23 января — Клод Шапп, французский механик, изобретатель одного из способов оптического телеграфа.[14]
- 20 февраля — Данила Самойлович (Сушковский), основатель эпидемиологии в Российской империи.[15].
- 18 апреля — Аполлос Мусин-Пушкин, русский учёный из рода Мусиных-Пушкиных, известный своими трудами в области химии, минералогии, физики и ботаники.
- 19 октября — Герхард Хонкени, немецкий ботаник.
- 1 декабря — Жозеф де Шабер, французский географ и астроном.